# Cambra de resclosa

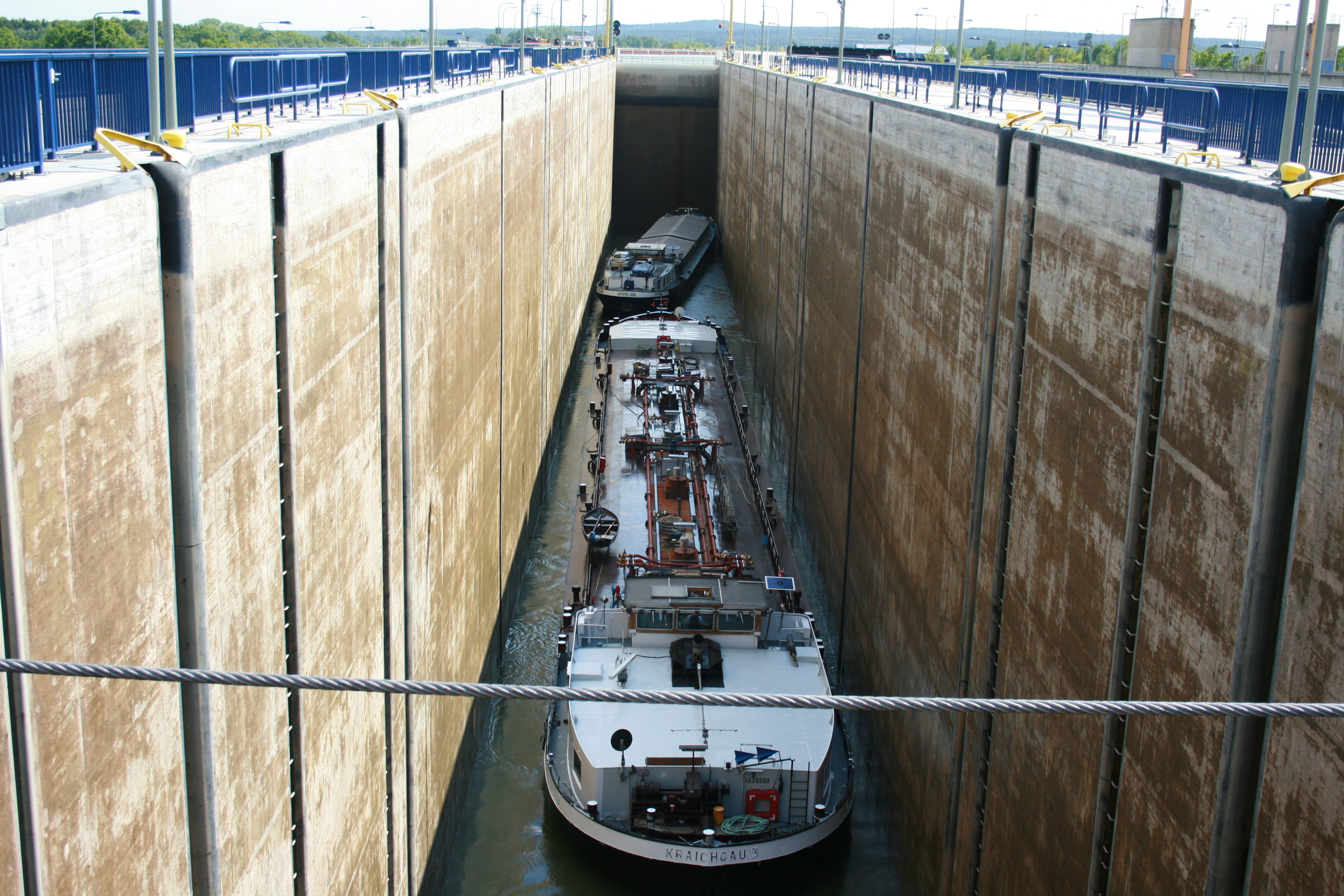
Cambra de resclosa de la resclosa Uelzen amb escales de barres

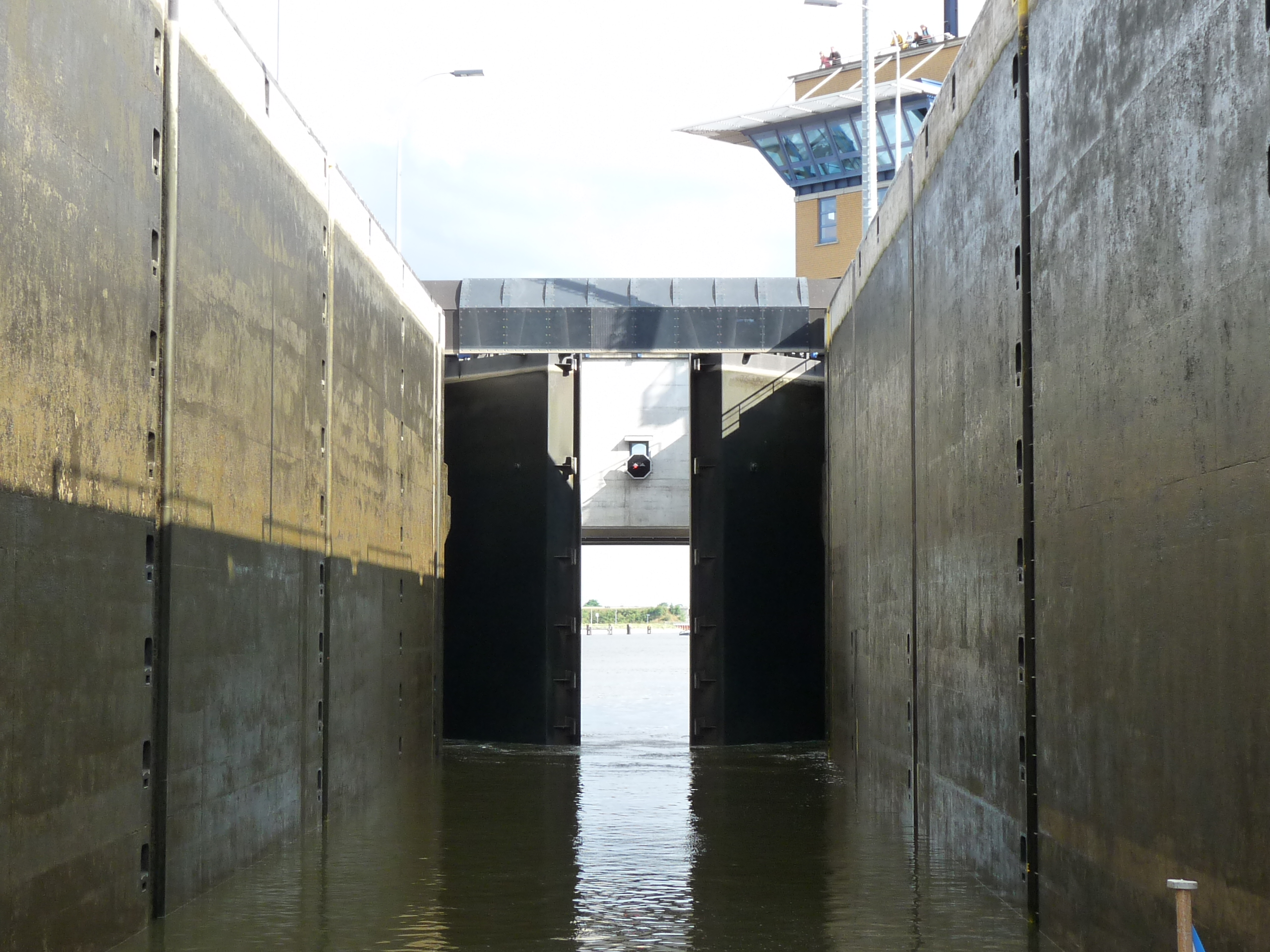
Fileres verticals de pseudo-norais a la resclosa de Rothensee

Una cambra de resclosa és el component central d'una resclosa, omplint-la i buidant-la, es permet als vaixells superar una fase de càrrega hidràulica o, en el cas de la resclosa d'un port o d'un canal marítim, passar d'una massa d'aigua dependent de la marea a un port o una zona de canal amb un nivell d'aigua constant. Amb la cambra tancada, els vaixells s'eleven o baixen, simplement, deixant entrar o drenant l'aigua. Les dimensions de la cambra de resclosa determinen la mida màxima dels vaixells per a un transport entre les seccions d'un riu o les seccions de canal adjacents.

## Elements
La cambra de resclosa està delimitada pel fons, per les parets laterals de la cambra i pels caps de resclosa situats als extrems, que s'anomenen cap superior i cap inferior (referit al nivell de l'aigua). Són els punts de pivot de les comportes de resclosa i alhora serveixen per acollir aquestes comportes quan estan obertes. Com a components sòlids, han d'absorbir i dissipar de manera segura les forces que actúen sobre la comporta. El tancament hermètic de les comportes és un requisit previ a tot el procés de creuament de la resclosa. La profunditat de l'aigua a la part superior determina la profunditat de calat, que determina el calat màxim dels vaixells a manegar.
Els canals de circulació entre l'exterior i la cambra de resclosa, necessaris per omplir i buidar la cambra, es poden situar als capçals de la resclosa. Per garantir una pujada i una baixada uniformes de l'aigua a la cambra de resclosa, sovint es disposa un canal base amb una gran secció transversal sota el terra de la cambra. Les connexions especialment dissenyades entre el fons i la cambra garanteixen una distribució uniforme de la pressió i els vaixells floten sense problemes.

## Equipament

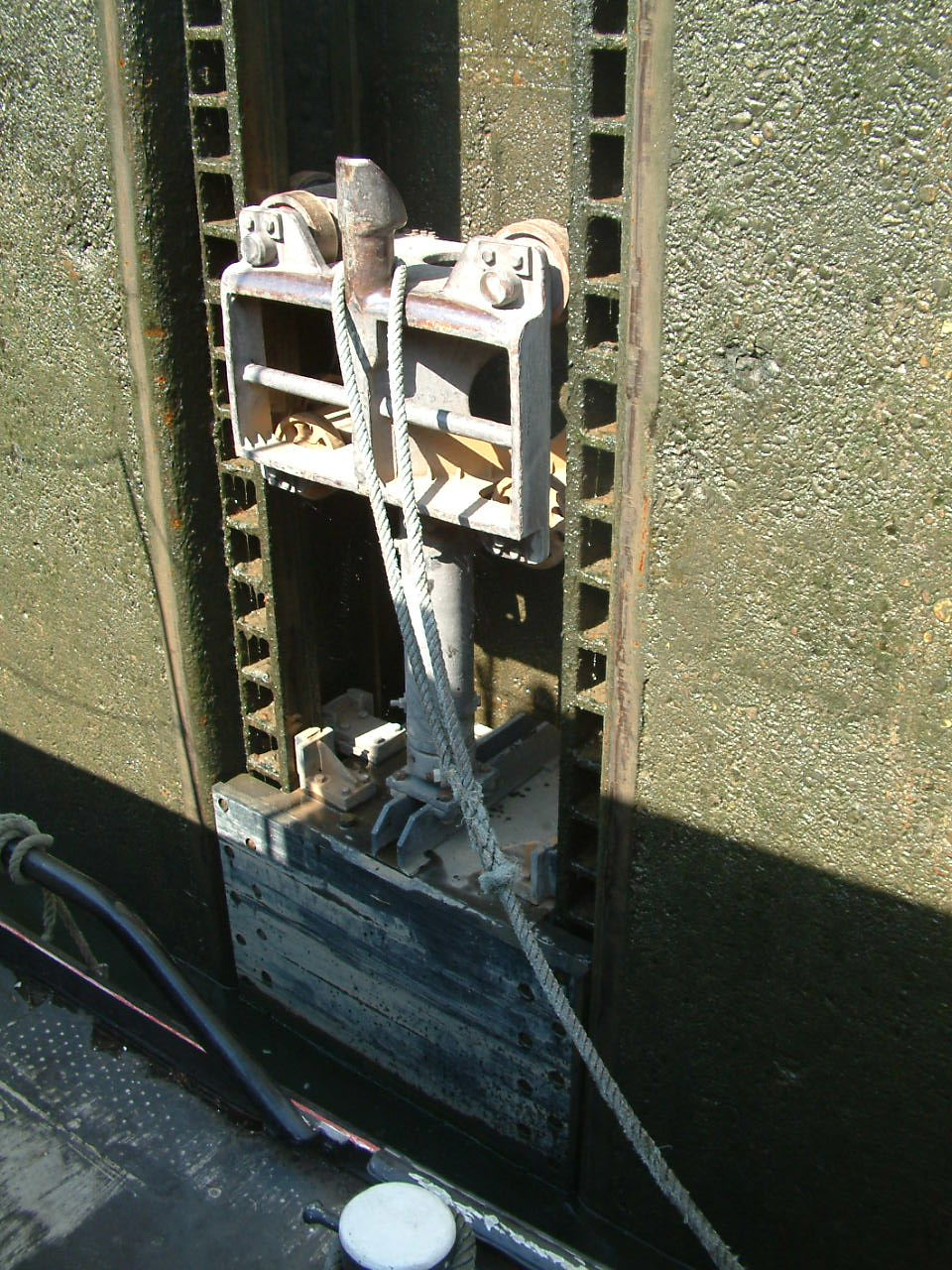
Bol·lards mòbils

L'equip més important d'una cambra de resclosa són els dispositius per amarrar els vaixells. Calen bol·lards i barres transversals a ambdós costats a intervals longitudinals regulars i esglaonats l'un sobre l'altre perquè els vaixells es puguin assegurar a la cambra durant el procés. S'utilitzen per fermar els vaixells i, per tant, han d'absorbir grans forces perquè els moviments del vaixell es puguin controlar amb seguretat en tot moment. Per garantir una paret de la cambra llisa, els bol·lards estan encastats en nínxols. Les pilones flotants que es mouen durant el procés faciliten la maniobra a la tripulació del vaixell, ja que no és necessari traslladar els cables de retenció al bol·lard següent superior o inferior. No obstant això, aquests no es poden utilitzar per bloquejar els vaixells, ja que es pot perdre la mobilitat de flotació lliure. Per connectar el vehicle que es troba dins la resclosa amb la plataforma de la resclosa, s'han d'instal·lar escales verticals (d'aprox.30 metres) a intervals regulars.de 2 metres) han d'estar presents a la paret. Uns cables d'acer resistents i llargs es baixen davant de les comportes de la resclosa quan entren els vaixells. Aquests dispositius de seguretat estan destinats a protegir les comportes dels danys causats pels impactes del vaixell.

## Ompliment i buidatge
El procés més important és omplir i buidar la cambra de la resclosa. Tots dos processos s'han de dur a terme el més ràpidament possible perquè el retard del temps de viatge sigui també el més breu possible. No obstant això, cap força inadmissible no pot actuar sobre els vaixells a la cambra durant el procés. Per tant, s'ha de tenir especial atenció al procés d'ompliment i buidatge durant la fase de planificació perquè els vaixells puguin pujar i baixar de la manera més uniforme i silenciosa possible. Una capa base, també coneguda com cambra de pressió, per sota de la cambra principal amb una gran àrea de secció transversal és molt avantatjosa, el que significa que la placa del terra pot tenir un gruix de diversos centímetres. El curs inferior està connectat amb els ports exteriors a través de canals de circulació a banda i banda dels capçals de la resclosa.
Si no es pot fer per sota el terra, s'utilitzen canals de circulació de la comporta més curts, però només es poden obrir en dosis molt petites per tal de limitar els moviments del vaixell dins i fora de la cambra. Per al procés d'ompliment i buidatge també s'utilitzen els passos de les comportes equipades amb vàlvules de comporta. Per exemple, els majors de 70 anys. Les comportes corredisses d'un metre d'ample de la nova resclosa gran d'IJmuiden estan equipades amb passadissos, ja que això estalvia costos. En el cas més senzill, el procés es pot dur a terme obrint amb cura una comporta de la resclosa.
L'aigua per omplir la cambra de la resclosa (per aixecar el vaixell) s'agafa o bé de la cambra superior o bé del dipòsit d'estalvi. Per buidar-la (per baixar el vaixell), o bé s'omple la conca d'estalvi o s'allibera l'aigua que hi ha a la cambra. Els fons d'estalvi d'una resclosa d'estalvi serveixen per reduir la pèrdua d'aigua de la resclosa, que roman a la cambra de la resclosa un cop s'ha omplert els fons d'estalvi. Els dipòsits d'estalvi es poden crear per separat -normalment en forma de piscina- al costat de la cambra de la resclosa o integrats a l'estructura de la resclosa. Els dipòsits integrats són especialment avantatjosos per a grans alçades d'elevació, ja que creen una estructura més estable. Un exemple d'això és el nou resclosa de Lüneburg.
Totes les línies d'ompliment i buidatge es bifurquen des del canal sota la base de la cambra, totes elles duplicades per motius de redundància. Cada línia individual es pot obrir i tancar mitjançant un contactor des d'una sala de control central.

## Formes especials

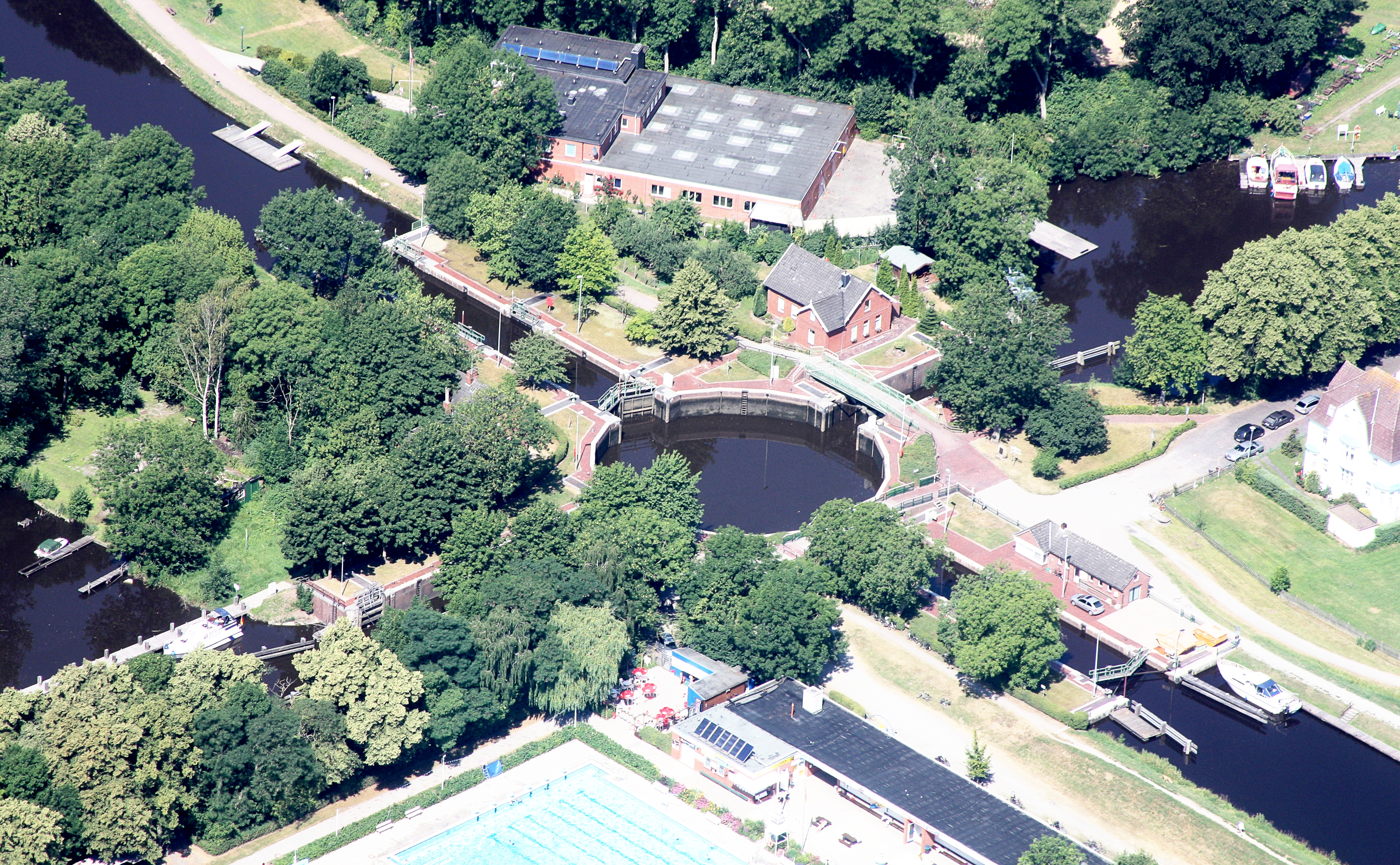
La resclosa de la caldera Emden

Per regla general, la cambra de la resclosa té una forma rectangular. Depenent de la longitud, pot acomodar diversos vaixells un darrere l'altre o hi pot cabre un comboi sencer. Si la cambra és més ampla que el pas de la comporta, els vaixells també poden estar l'un al costat de l'altre o lleugerament en diagonal, augmentant així el rendiment. Les rescloses del tren de remolc construïts en èpoques anteriors podien acomodar un tren de remolc complet. Les rescloses històriques de vegades tenen parets laterals semicirculars perquè les forces de pressió horitzontals es puguin dissipar millor.
A finals del segle XIX també es van construir cambres de resclosa amb murs inclinats, com la resclosa de Rathenow, en què els talussos són de maçoneria. Als trams baixos de l'Ems, les primeres rescloses tenien costats inclinats com ara: B. la resclosa del ferri de Bollinger. Tanmateix, aquest disseny augmenta el consum d'aigua durant el procés.
En casos individuals, també es van construir rescloses de cambra rodona. Per exemple, la resclosa de la caldera Emden té quatre comportes de resclosa, la qual cosa va permetre connectar quatre canals entre si. La resclosa circular d'Agde al Canal du Midi a França té tres portes. L' Écluse ronde des Lorrains al Canal lateral à la Loire és una resclosa de cambra rodona amb només dues portes.
En èpoques anteriors, es van construir diversos rescloses un darrere l'altre per superar les gotes més grans, en què la comporta superior també era la comporta inferior del nivell superior següent. Així és com es van crear les rescloses dobles o triples com a rescloses d'acoblament. Si el nombre de cambres de resclosa és encara més gran, una darrere de l'altra s'anomena escala de resclosa.
També es van dissenyar rescloses individuals perquè la seva cambra de resclosa també es pogués utilitzar com a dic sec, per exemple: B. les antigues rescloses del canal de Kiel a Brunsbüttel i Kiel- Holtenau. En aquest cas, l'estructura de la cambra de la resclosa ha de ser especialment sòlida perquè la cambra es mantingui estable fins i tot quan estigui completament buida i també pugui suportar la flotabilitat del nivell de les aigües subterrànies.